# José Luis Gerardo Ponce de León
José Luis Gerardo Ponce de León (Buenos Aires, 8 maggio 1961) è un vescovo cattolico argentino con cittadinanza sudafricana, vescovo di Manzini dal 2013.

## Biografia
È nato nel 1961 a Buenos Aires.

### Formazione e ministero sacerdotale
Ha studiato presso i missionari della Consolata nella capitale argentina e a Roma e si è formato in teologia alla Pontificia Università Javeriana di Bogotà.
Il 9 gennaio del 1983 emise i primi voti nello stesso ordine, seguiti dai voti solenni il 28 dicembre 1985. Fu ordinato sacerdote il 2 agosto 1986.
Dal 1986 al 1993 diresse una rivista della Consolata e l'Animazione missionaria vocazionale in Argentina. Svolse il servizio pastorale in Sudafrica dal 1994 per quattro anni in tre parrocchie della diocesi di Dundee, e dal 1999 al 2004 ricoprì il ruolo di superiore della missione sudafricana della Consolata.
Nel 2005 divenne parroco a Daveyton e fu inviato al Capitolo Generale della sua congregazione, tenutosi in Brasile. L'anno seguente assunse gli incarichi di segretario generale della Consolata e di procuratore generale dell'Istituto presso la Santa Sede.

### Ministero episcopale
Il 24 novembre 2008 papa Benedetto XVI gli affidò il vicariato apostolico di Ingwavuma e la sede titolare vescovile di Maturba; il 18 aprile del 2009 ricevette l'ordinazione dall'arcivescovo Green.
Il 29 novembre 2013 papa Francesco lo ha nominato vescovo di Manzini, in eSwatini, e amministratore apostolico di Ingwavuma (incarico ricoperto fino al 30 aprile 2016); prese possesso della diocesi il 26 gennaio 2014.